# Gessner Holding

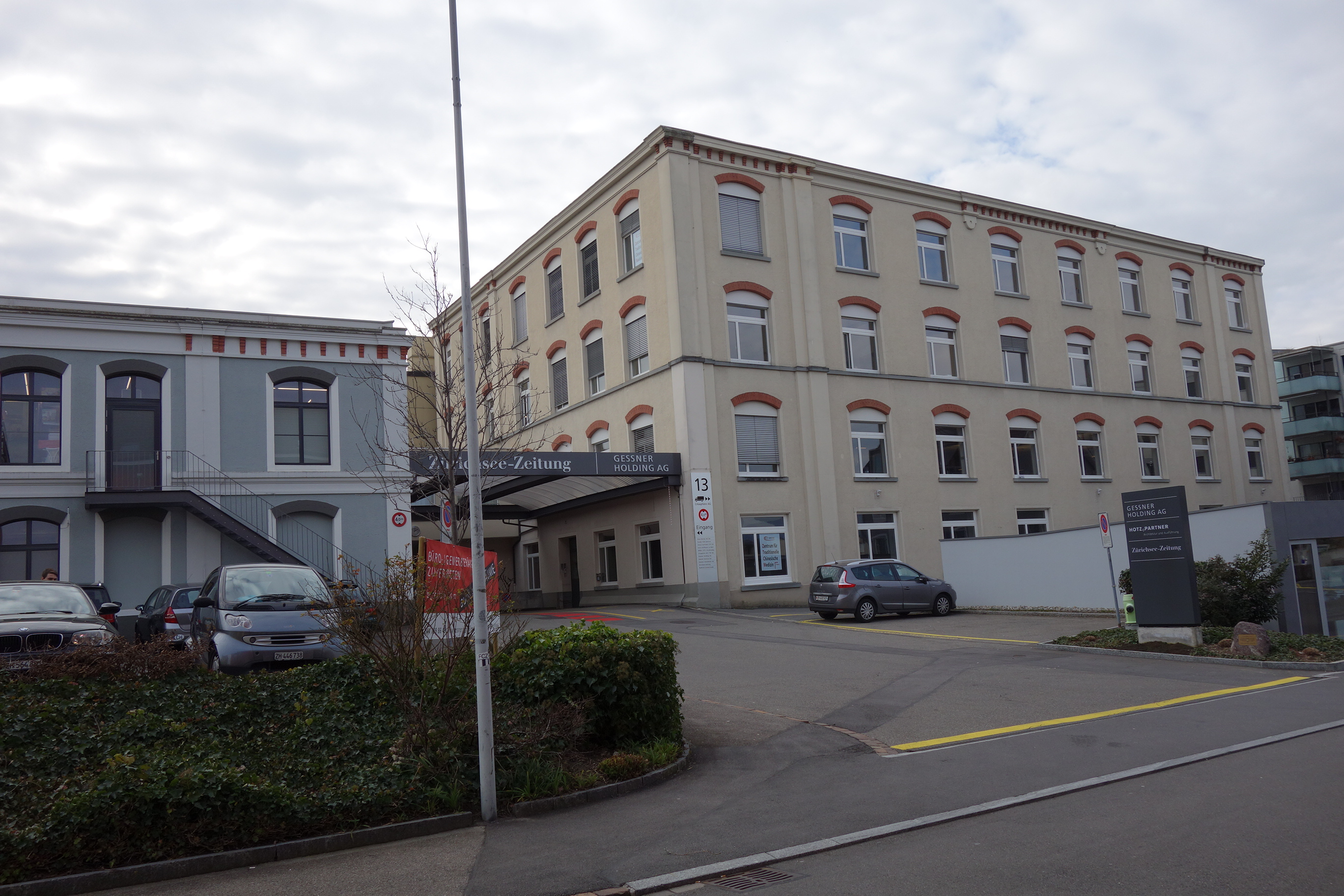
Gessner Holding (2018)

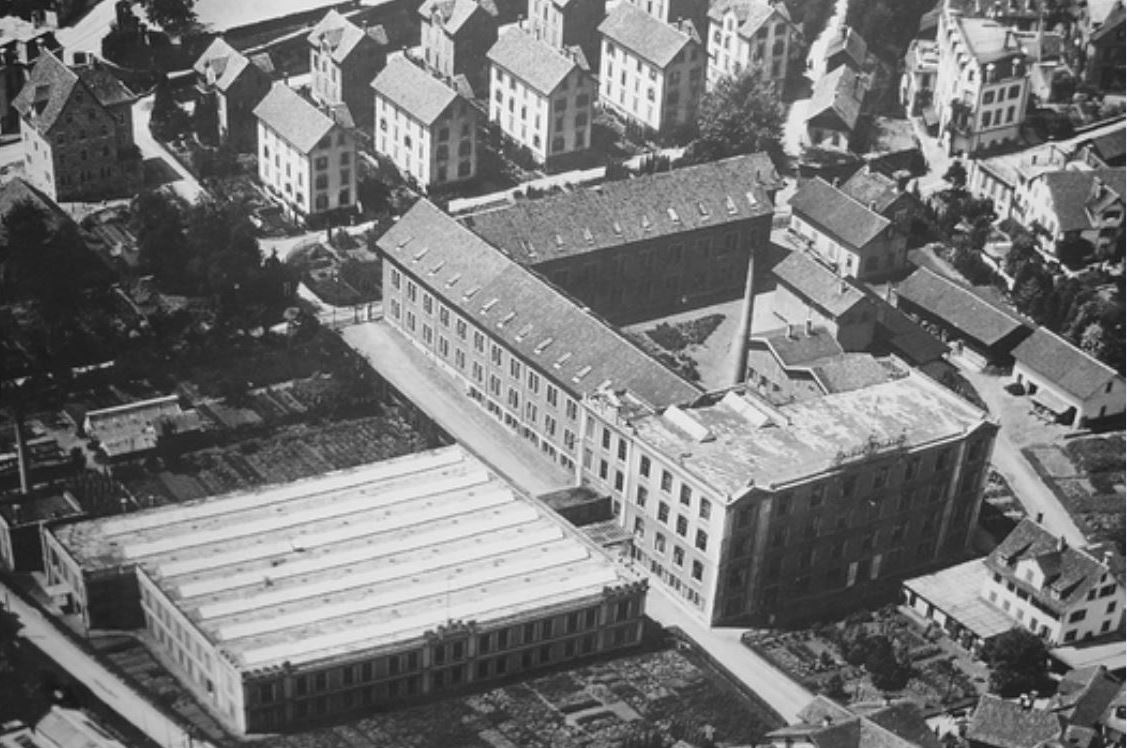
Gessner Wädenswil um 1915

Die Gessner AG wurde 1841 in der Gemeinde Wädenswil im Kanton Zürich gegründet und stellte Seidenstoffe her. Sie gehörte 2011 mit der Zürcher Seidenweberei Weisbrod-Zürrer zu den beiden letzten Zeugen der einst weltumspannenden Seidenindustrie der Schweiz.

## Geschichte
Jakob Blattmann (1797–1840), Jakob Kunz und Kaspar Rüegg gründeten 1833 in Wädenswil das Seidengeschäft Blattmann, Kunz & Co. (später Theiler & Steiner).
1841 trat August Gessner-Theiler (1815–1896), Sohn eines Textilkaufmanns aus Zürich, als Teilhaber in die Seidenweberei ein, die in Steiner, Gessner & Co. umfirmiert wurde. Er hatte eine kaufmännische Lehre in einem Seidengeschäft in Zürich-Aussersihl absolviert und in einem Handelshaus in Marseille gearbeitet. 1847 heiratete er Bertha Theiler, die Tochter des Teilhabers Heinrich Theiler-Wirz und wurde 1849 Alleininhaber des Unternehmens. Das Unternehmen beschäftigte 1855 90 Seidenwinder und 740 Heimweber.

Oberes und unteres «Bürgli» in Wädenswil, um 1925

1881 übernahm der Sohn Emil Gessner-Heusser (1848–1917) das Unternehmen und liess im Neuwiesenquartier eine mechanische Seidenweberei erstellen. An der benachbarten Glärnischstrasse wurde 1893 eine Arbeitersiedlung gebaut. 1898 entstand ein zweigeschossiges Gebäude an der Florhofstrasse (seit 1979 Einkaufszentrum «di alt Fabrik»). Die Sommerresidenz «Bürgli» wurde von 1862 bis 1888 in drei Etappen auf dem damaligen «Galgenrain» gebaut. Sie blieb bis 1908 im Besitz der Gessners und wurde 1966 abgebrochen. Die «Villa Gessner» (heute Kirchgemeindehaus «Rosenmatt») in der Nähe der reformierten Kirche wurde 1899 fertig gestellt.
1909 erfolgte die Umwandlung in eine Aktiengesellschaft. Die Wohngenossenschaft Gessner & Co. wurde 1917 gegründet. Der Neubau des Geschäftshauses Dreikönigstrasse 18 entstand 1921 in Zürich (1953 wurde es verkauft).
In der Hochblüte um 1929, als die Textilindustrie die Hälfte der Schweizer Wirtschaftsleistung erbrachte, beschäftigte die Fabrik rund 2500 Arbeiter und hatte Ableger in England (Dunfermline, 1925 gegründet, 224 Webstühle), Italien (Rovereto, 1923, 181 Webstühle), Frankreich (Lyon, 1923, 124 Webstühle) und Deutschland (Waldshut, 1906, 500 Beschäftigte, 380 Webstühle). In den Fabriken von Wädenswil standen 572 Webstühle mit rund 1000 Beschäftigten.
Die Wohngenossenschaft Gessner & Co. wurde 1953 in die neu gegründete Gescosa AG umgewandelt (ab 2012 Gessner Immobilien AG). 1956 wurde das Mehrfamilienhaus Fabrikstrasse und 1959 wurden zwei Doppelmehrfamilienhäuser an der Florhofstrasse erstellt.
Der durch die Seidenstoffe und -krawatten bekannt gewordene Gessner hatte in den 1960er-Jahren Hubert de Givenchy und andere Modezaren zu den Abnehmern.
Der Webereineubau in Wädenswil wurde 1978 bezogen. Das «Wädi-Brau-Huus» eröffnete 1992 ein Gasthaus samt Brauerei auf dem Fabrikareal.
Anfangs 1990er Jahre wurde die 1937 gegründete Seidendruckerei Mitlödi AG (heute Mitlödi Textildruck AG) erworben, um nach einem Generationenwechsel in der ehemaligen Besitzerfamilie Arbeitsplätze und Weiterexistenz zu sichern. 2007 wurde sie vom Management wieder zurückgekauft. Die Gescosa AG wurde 2008 eine Tochtergesellschaft der Gessner Holding AG und übernahm den gesamten Immobilienbestand der Unternehmung.
Die Weltwirtschaftskrise ab 2007 traf Gessner 2009 schlimmer als die zwei Weltkriege und frühere Wirtschaftskrise. Das Unternehmen musste Kurzarbeit einführen und einen Viertel der Belegschaft entlassen.
Die Liegenschaft der ehemaligen Seidenfabrik Haas in Ottenbach (heute Haas Shopping) wurde 2011 erworben. Gessner hatte 2015 insgesamt rund 280 Mitarbeitern und erzielte 40 Millionen Franken Umsatz. Auf den Webmaschinen im Zentrum von Wädenswil wurden klimatisierende und wiederverwertbare Stoffen für die Möbel- und Transportindustrie (Volkswagen, Audi, Mercedes) gewoben. Für das Unternehmen Lantal in Langenthal wurden Bezüge für Eisenbahnen, Flugzeuge und Schiffe hergestellt. Die Créasphère AG belieferte 14 Fachmärkte für Heimtextilien.
2016, im Jubiläumsjahr «175 Jahre Gessner», musste der Produktionsbetrieb eingestellt werden. Heute (2017) bewirtschaftet die Gessner Holding AG die eigenen Wohn- und Gewerbeliegenschaften sowie Drittmandate.